# Шабанон де Могри, Шарль-Антуан
Шарль-Антуан Шабанон де Могри (фр. Charles-Antoine Chabanon de Maugris; 1736, Сан-Доминго — 1780, Париж) — французский поэт, переводчик,музыкант, композитор.

## Биография
Родился во французской колонии Сан-Доминго (ныне остров Гаити). Сын француза, владельца кондитерской фабрики. Брат писателя Мишеля Поля Ги де Шабанона.
Участник Семилетней войны. Служил кадетом в Рошфоре, где командовал артиллерийской батареей во время атаки на город британского адмирала Эдварда Хоука.
По состоянию здоровья оставил военную службу, переехал в Париж, где учился, в том числе математике, посещал собрания Даламбера и Дидро.
С 1758 по 1762 год написал несколько мемуаров, поддерживал творческую карьеру своего брата.
Затем несколько лет жил в Сан-Доминго. В 1772 году навсегда вернулся во Францию и, как и его брат, посвятил себя литературе и музыке.
Перевел в стихах оды Горация (1773), написал либретто к героическому балету «Филемон и Бавкида» (1774) и к пасторали «Алексис и Дафнэ» (Alexis et Daphné, 1775), положенным на музыку Госсеком.
Сочинял пьесы для клавесина.